# ميخائيل باستيان
ميخائيل باستيان (بالإنجليزية: Michael Bastian)‏ هو مصمم أزياء أمريكي، ولد في 13 أكتوبر 1965 في لايونز في الولايات المتحدة.